# Хярямяе
Хярямяе (ест. Härämäe) — село в Естонії, входить до складу волості Риуге, повіту Вирумаа.